# Karl Eskuchen
Karl August Eskuchen (* 10. September 1885 in Altenhundem; † 28. Dezember 1955 in Hamburg) war ein deutscher Internist, Neurologe und Autor.

## Leben
Eskuchens Eltern waren der Hüttendirektor Theodor Eskuchen und seine Frau Mathilde (geb. Kahler). Er ist ein direkter Nachfahre des Theologen und Mathematikers Wigand Kahler. Aufgewachsen ist er in Georgsmarienhütte auf Schloss Montbrillant.
Eskuchen praktizierte als Internist und Neurologe in München und Zwickau. Er war seit dem 30. Dezember 1911 mit Paula (1880–1965, geb. Siemsen und Schwester von Anna, August, Karl und Hans Siemsen) verheiratet.
1923 wurde er Leiter der inneren Abteilung des Krankenstifts Zwickau, 1926 Ärztlicher Direktor des Gesamtklinikums. Er engagierte sich als Vorstandsmitglied in der „Deutschen Liga für Menschenrechte“, in der Menschen aktiv waren, die sich verpflichtet sahen, für die Ideen der Menschlichkeit, des Friedens und des unangefeindeten Judentums zu wirken, wie beispielsweise der mit ihm befreundete Generaldirektor des Zwickauer Warenhauskonzerns Schocken Georg Manasse sowie seine Frau Paula und deren Geschwister Anna und August Siemsen, die aus einer westfälischen Pfarrersfamilie stammten.
Eskuchen verband außerdem eine langjährige und tiefe Freundschaft mit dem Dichter Joachim Ringelnatz. So schrieb Ringelnatz sein Gedicht Heimatlose als er zu Gast bei Karl Eskuchens Bruder Ernst Eskuchen in dessen Haus in Hamburg war.
Im Mai 1933 wurde er wegen seines politischen Engagements auf der Grundlage von § 4 des Gesetzes zur Wiederherstellung des Berufsbeamtentums aus der Leitungsfunktion des Zwickauer Krankenstifts entlassen, das 1934 nach dem Chirurgen Heinrich Braun benannt wurde, dem Ärztlichen Direktor des Krankenstifts vor Amtsantritt Eskuchens: Unter Brauns Verantwortung waren nach 1921 und vor seiner Verabschiedung 1928 einige damals illegale Sterilisationen „Schwachsinniger“ durchgeführt worden, was bereits reichsweit Diskussionen um eine so genannte „Lex Zwickau“ ausgelöst hatte, ehe es dann unter nationalsozialistischer Herrschaft zur Legalisierung der Sterilisation „Schwachsinniger“, beziehungsweise der „Verhütung unwerten Lebens durch operative Maßnahmen“ kam.
In seinen wissenschaftlichen Publikationen wandte sich Eskuchen in allgemeinverständlicher Sprache an eine breitere Leserschaft; so heißt es beispielsweise in seiner Schrift aus dem Jahre 1919 zur „Technik der Lumbalpunktion“, sie solle ein „Leitfaden für Ärzte mit zusammenfassender Darstellung der Untersuchung der Spinalflüssigkeit mittels verschiedener Techniken sowie Erörterung der therapeutischen Anwendung“ sein, zugleich solle sie als ein Lehrbuch „auch Handreichung für Ungeübte“ sein.
Als Heinrich Mann in seinem als Fortsetzung seines Erfolgsbuchs „Der Untertan“ 1917 erschienenen Roman Die Armen ein satirisches Bild von der Medizin und insbesondere der Psychiatrie zeichnete, wonach die Ärzte sich getreu dem deutschen Untertanengeist als willige Werkzeuge der herrschenden Gesellschaftsordnung unterordneten, wurden dadurch heftige psychiatrische Reaktionen in den betroffenen Fachkreisen ausgelöst, beispielsweise „Irrenärzliche Bemerkungen“ in der „Zeitschrift für die gesamte Neurologie und Psychiatrie“ voller Vorwürfe an den Romanautor, der sich in seinem „literarisch geringwertigen Buche“ mitschuldig mache an Verbrechen, er habe „Ärzte verunglimpft“ und ihre „Organisation als verrottet dargestellt“. Als einziger hatte Karl Eskuchen eine offene Verteidigung des Literaten vorgenommen, was ihm wiederum erbitterte Vorwürfe eintrug, unter anderem auch die Unterstellung, er, Karl Eskuchen, sei wohl derjenige Kollege gewesen, der „im voraus Eingeweihte“, dem Heinrich Mann „die ganze Stelle des Buches“ vorgelesen habe, und der dann sogar gefunden habe, „daß die Ärzte in dem Buche sogar noch recht gut wegkämen“. In derselben Zeitschrift erläuterte zudem ein Psychiater der von dem als betont völkisch bekannten Emil Kraepelin gegründeten Deutschen Forschungsanstalt für Psychiatrie (Kaiser-Wilhelm-Institut) seinen Befund, ihm seien in seiner Eigenschaft als Anstaltsarzt 66 Leute vorgeführt worden, von denen er 15, und darunter die zur Aburteilung beziehungsweise Liquidierung vorgesehenen „Revolutionsführer“ der Münchner Räterepublik, als „minderwertig“ befunden habe.
Nach Ende des Zweiten Weltkrieges war Karl Eskuchen eingesetzt als erster deutscher Bundesgesundheitsminister. Dieses Amt musste er aufgrund eines gesundheitlichen Leidens, verursacht durch eine schwere Verletzung während des Ersten Weltkrieges, nach einigen Monaten niederlegen.

## Veröffentlichungen
- 1911/1912: Ueber halbseitige Gesichtshallucinationen und halbseitige Sehstörungen.
- 1914: Die fünfte Reaktion (Gold-Reaktion).
- 1918: Die Kolloidreaktionen des Liquor cerebrospinalis.
- 1918: Walter Brasch † (In: Münchener Medizinische Wochenschrift)
- 1919: Die Lumbalpunktion; Technik der Lumbalpunktion, allgemeine und spezielle Diagnostik des Liquor cerebrospinalis, therapeutische Anwendung der Lumbalpunktion.
- 1919: Entgegnung auf die Arbeit von W. Mayer: „Bemerkungen eines Psychiaters zu den Angriffen auf die Psychiatrie in der neueren Literatur“
- 1919: Bemerkung zu dem „Offenen Brief“ usw. von H. Haymann (Bd. 46, S. 164 dieser Zeitschrift[18])
- 1919: Zur Frage der haemorrhagia subarachnoidalis.
- 1920: Der Ausbau der Vaccine-Therapie des Heufiebers: Rückblicke und Ausblicke.
- 1921: La punción lumbar; técnica de la punción lumbar, semiotécnia del líquido céfalorraquídeo, el líquido céfalorraquídeo en las distintas enfermedades, aplicaciones terapéuticas de la punción lumbar. – (Spanische Übertragung der Schrift aus 1919).
- 1922: Der Liquor cerebrospinalis bei Encephalitis epidemica.
- 1922: Die Bérielsche Orbitalpunktion Nebst Vergleichenden Untersuchungen Zwischen Lumbal- und Orbital-Liquor.
- 1923: Die Punktion der Cisterna Cerebello-medullaris.
- 1923: Die Desensibilisierende Behandlung der Pollenüberempfindlichkeit („Heufieber“).
- 1923: Die Mastix-Reaktion: Einheitstechnik und Diagnostische Leistungsfähigkeit.
- 1924–1925: Die Diagnose des Spinalen Subarachnoidalblocks.
- 1926: Die Pathogenese des Asthma Bronchiale, Insbesondere Seine Beziehungen zur Anaphylaxie.
- 1929: Die Zisternenpunktion.
- 1933: Kunstfehler. Ärzterecht. Kurpfuscherei (In: Deutsche Zeitschrift für die gesamte gerichtliche Medizin)